# Gmina Modriča
Gmina Modriča (serb. Општина Модрича / Opština Modriča) – gmina w Bośni i Hercegowinie, w Republice Serbskiej. W 2013 roku liczyła 24 490 mieszkańców.